# 155 Скілла
155 Скілла (155 Scylla) — астероїд головного поясу, відкритий 8 листопада 1875 року.